# Arroz a banda

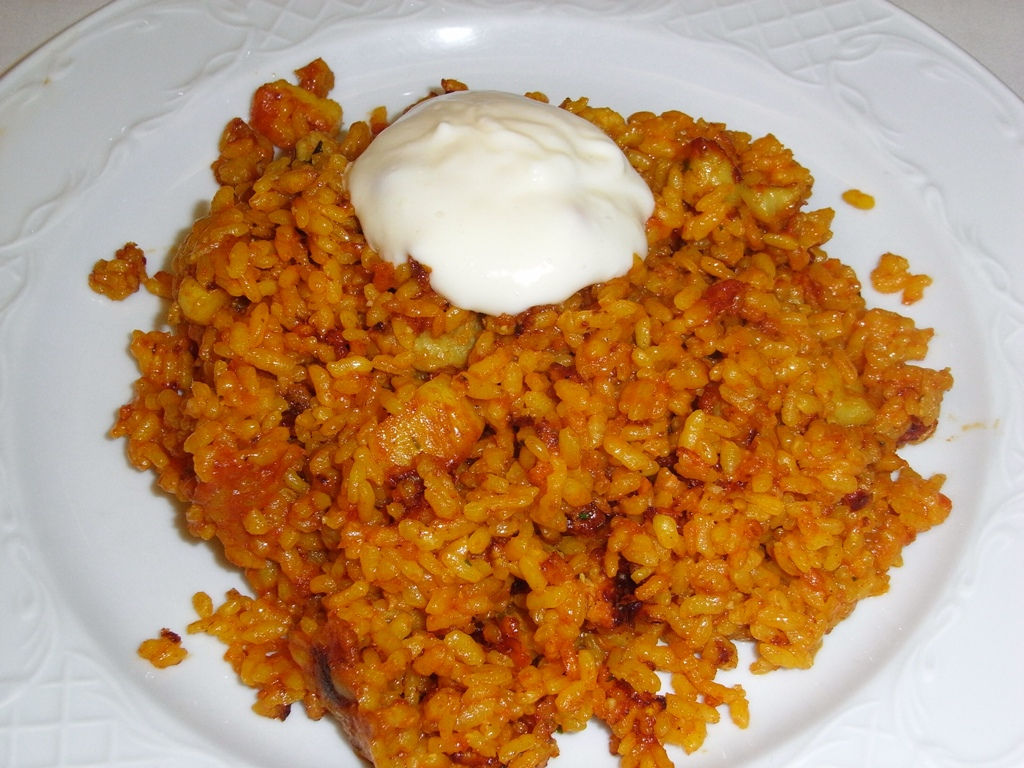
Arroz a banda

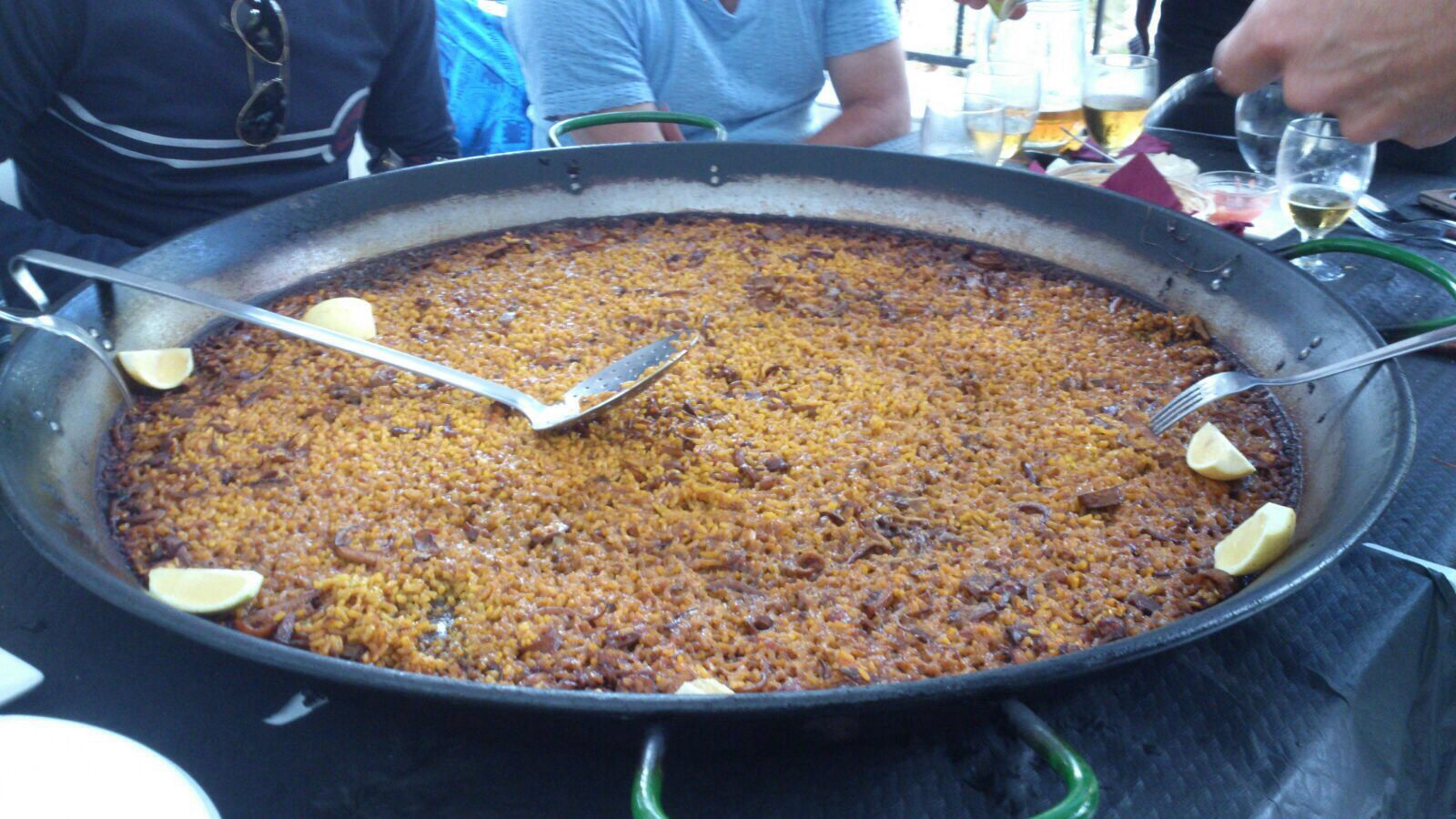
Arroz a banda preparado en una paella

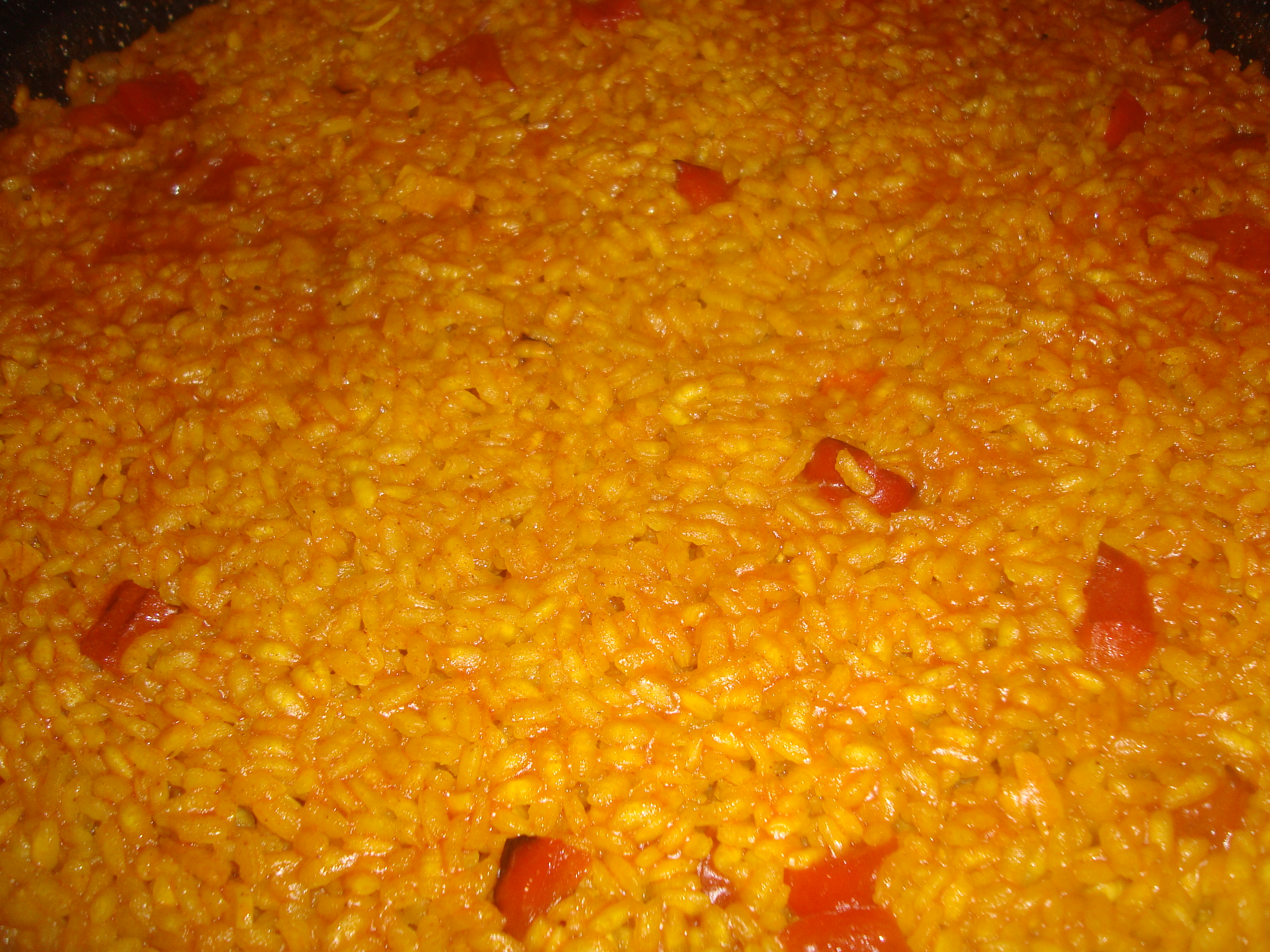
Arroz a banda con sofrito de pimiento rojo.

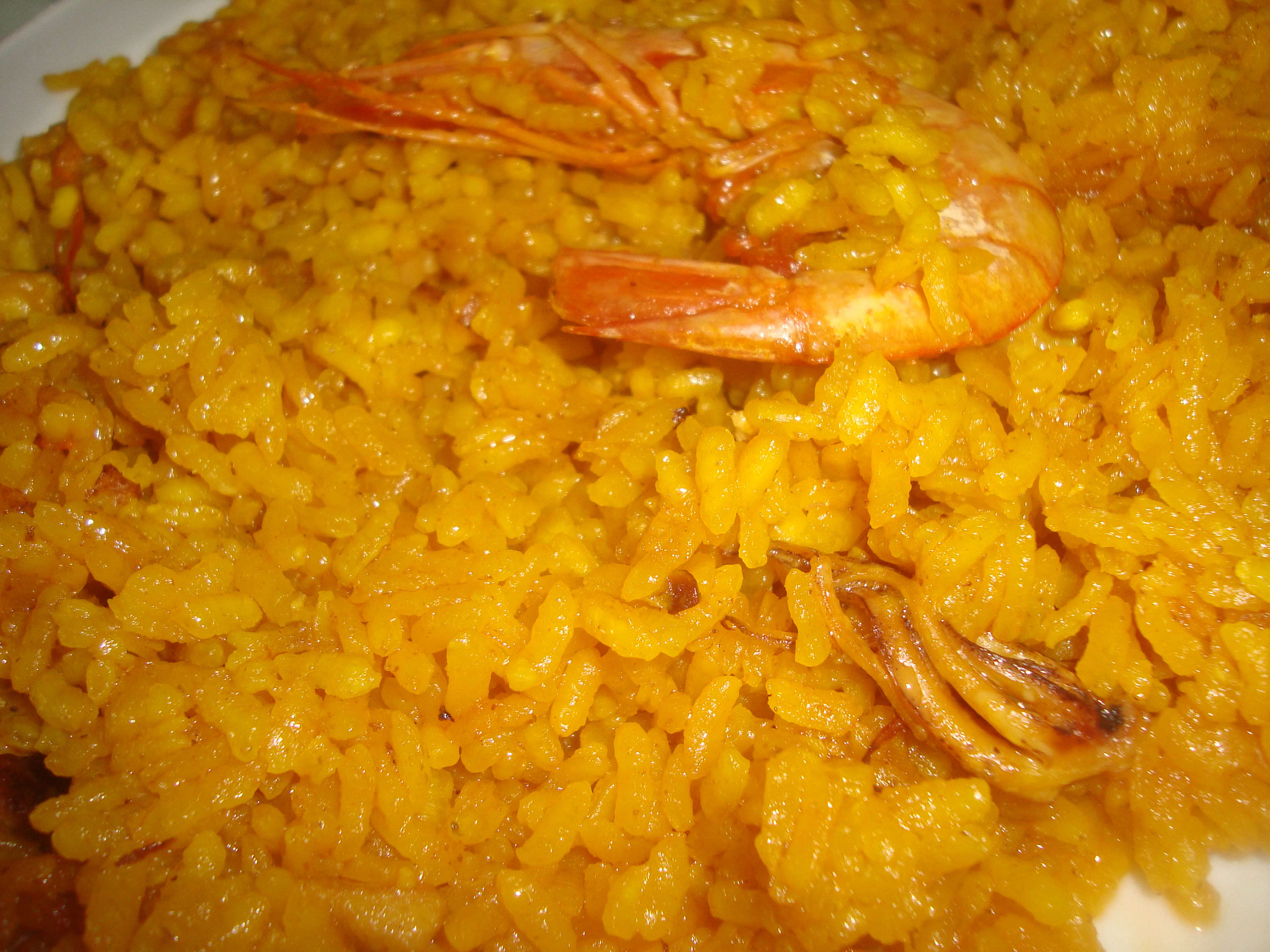
Arroz a banda (Torreblanca).

El arroz a banda (en valenciano, arròs a banda) es un plato de arroz típico de la provincia de Alicante. (Comunidad Valenciana). Su popularidad se ha extendido por el Levante español, desde la Región de Murcia, hasta el  Garraf, (Barcelona) Cataluña e Islas Baleares. Se trata de un típico arroz mediterráneo, propio de pescadores, con un caldo o fondo de pescado, normalmente morralla (pescado con muchas espinas, poca molla y fuerte sabor), ñora y alioli; con ese caldo se cocina un arroz separado (a banda) del pescado y otro día se cocina un guiso con ese caldo en el que flota el alioli, patata y el pescado desmenuzado. Normalmente se prepara con mezcla de marisco y pescado, como puede ser atún, mejillones, anillas de calamar, es por ello que no debe confundirse con el caldero, siendo este último servido tradicionalmente caldoso y normalmente solo lleva pescado, este último es muy típico en Cartagena y costa del Mar Menor en la Región de Murcia y lugares de Alicante como la isla de Tabarca, Santa Pola, Torrevieja y Guardamar del Segura, o Ibiza. Como todos los arroces alicantinos, su receta original es con salmorreta.

## Características
Básicamente la receta consiste en cocer el arroz en un caldo de pescado barato y con muchas espinas llamado morralla que en el mercado apenas tenía valor y constituía el sustento de los pescadores pobres que reservaban las mejores piezas para la venta. Poco a poco se comienza a elaborar con caldos de marisco y de pescados más selectos.
Lo primero es que en ese caldo de morralla, con un sofrito de ajo, ñora y cabezas de pescado, se cuecen patatas y, tras cocerse, se sirven en plato sopero. A este guiso se le llama caldero marinero, y se sirve acompañado del alioli o ajoaceite (aparte o en una salsera). La segunda parte consiste en que con el resto de "fondo" de pescado al que se le añadió el sofrito podemos cocinar, además, un arroz en paella sin otro aditivo. Ese arroz se come aparte del pescado, arroz a banda, aparte. Es una auténtica receta de pescadores, que se las ingeniaban de esta forma para sacar dos platos de una única preparación. El alioli o ajo-aceite es un acompañamiento fundamental en estos platos, y proporcionaba a las gentes humildes del mar, calorías que no podían obtener de otra forma.

### Arròs del senyoreto arroz del señorito

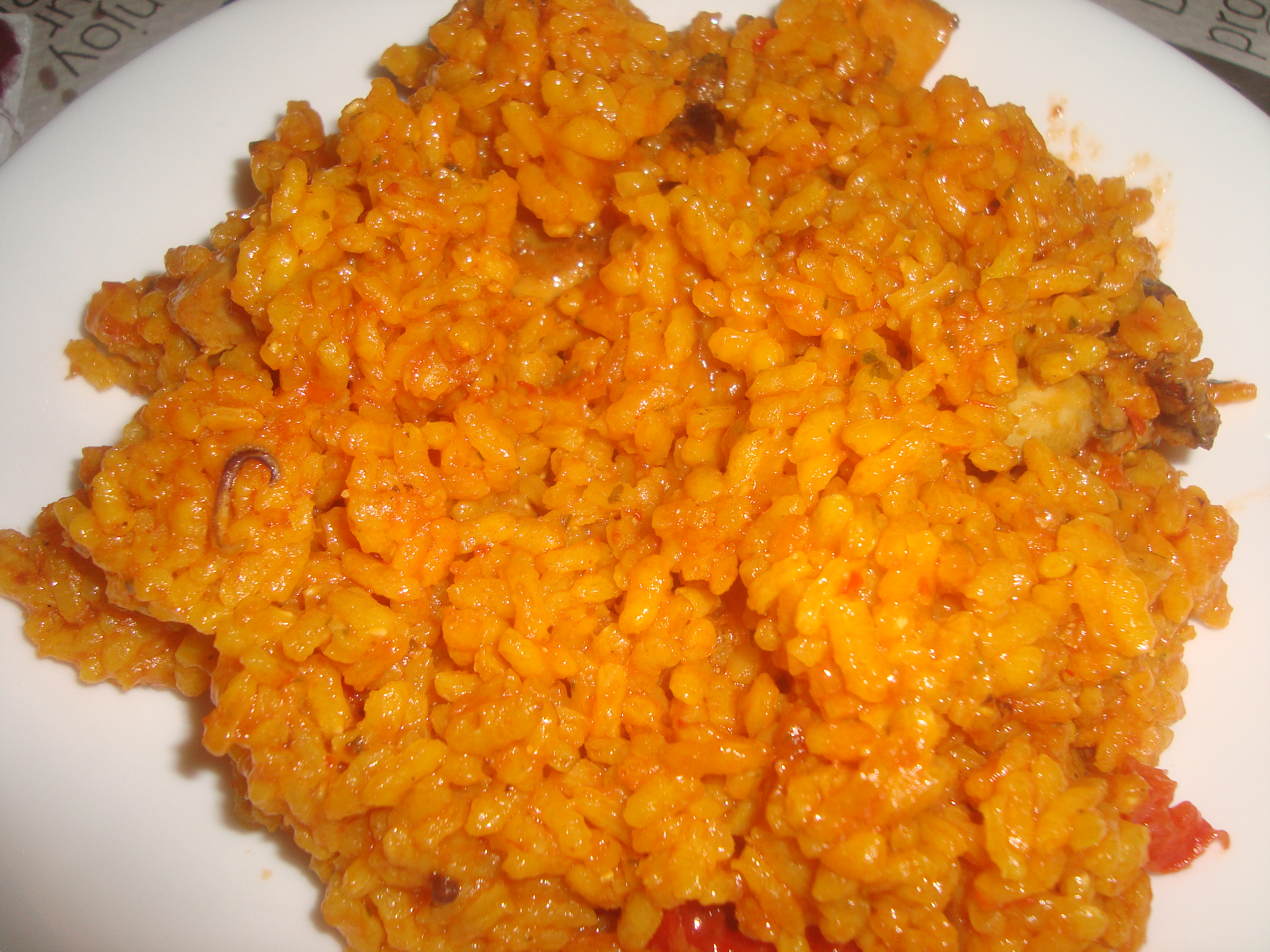
Arroz del Señorito (Vinarós).

Un arroz similar a este es el arròs del senyoret, que está también hecho con el caldo del pescado pero, a diferencia del arroz a banda, lleva gambas peladas, mero o calamar troceado. El nombre del senyoret (del señorito) se debe a que todos los tropezones que lleva están limpios, se come directamente, no hay que pelarlos ni cortarlos y por tanto no hay que ensuciarse las manos.
Al igual que el arroz a banda, este arroz de origen alicantino, se prepara con salmorreta.
Por otra parte, el arròs del senyoret en la Región de Murcia se denomina arroz a banda y también se come directamente sin tener que pelar los tropezones; y el arroz a banda aquí descrito, en esta misma comunidad se denomina caldero, caldero cartagenero o caldero del Mar Menor.